# Ivan Matić
Ivan Matić (Spalato, 30 aprile 1971) è un allenatore di calcio ed ex calciatore croato, di ruolo centrocampista.

## Carriera
Ha giocato nella prima divisione croata ed in quella portoghese.